# Province de Ñuflo de Chávez
La province de Ñuflo de Chávez est une des 15 provinces du département de Santa Cruz, en Bolivie. Son chef-lieu est la ville de Concepción. Historiquement, elle était rattachée à la Chiquitania qui désignait l'ancienne région du Haut-Pérou (l'actuelle Bolivie) . 
La province porte le nom du conquistador Ñuflo de Chaves (1518-1556), qui fonda la ville de Santa Cruz de la Sierra en 1561.
La province a une superficie de 54 150 km2. Sa population s'élevait à 93 997 habitants en 2001.